# Колегія економії
Колегія економії Синодального Правління (1726-1786) — урядова установа в Російській імперії для управління земельними володіннями духовних осіб і установ і збору з них казенних доходів, створена в ході реформи секуляризації церковних земель.
У 1723 остаточно знищена система "Приказів" в Російській імперії, на зміну їм прийшли "Колегії" - за найвищим указом Петра I Сенату заснована Камер-контора Синодального Правління.
Вже 18 липня 1726 за указом Катерини I Синодальне правління поділяється на два департаменти. Справи Камер-контори передані до другого (світського) апартаменту (департаменту), де вона отримала назву Колегія економії. Діяльність зводилася до обчислення та стягнення недоїмок з церковних маєтків.
Колегія економії обмежила значення Синоду, але з царювання Анни Іоанівни останньому вдалося знову підпорядкувати Колегію собі.
У 1736 колегія економії разом із Розкольницькою конторою передана до завідування головного директора генерал-лейтенанта Волкова.
У 1738 переходить у відання сенату.
У 1739 на пропозицію графа Мусіна-Пушкіна переводиться з Санкт-Петербурга до Москви, зі збереженням у Санкт-Петербурзі відділення, перейменованого в 1740 в контору.
У 1744 колегія та її контора закриті і замість них завідування доходами з архієрейських і монастирських майнов надано канцелярії синодального економічного правління.
У березні 1762 канцелярію синодального економічного правління скасовано, а Колегію економії короткочасно відновлено разом із конторою з наказом:
1. Села, що належать монастирям, повинні керуватися не служителем монастиря, а відставним офіцером.
2. Селища слід перекласти на поміщицький дохід[уточнити].
3. Доходи, що збираються, використовувати на монастирі, але тільки відповідно до штату, надлишки тримати на банківських рахунках для влаштування інвалідних будинків.

У тому ж році Колегію знищено, і маєтки надійшли назад духовній владі до розгляду «правильного устрою духовних штатів» спеціально призначеною Комісією, до якої увійшли митрополит Новгородський Димитрій (Сєченов), архієпископ Санкт-Петербурзький Гавриїл (Кременецький), єпископ Переяславський Сильвестр, граф Воронцов, князь Борис Олександрович Куракін, князь Сергій Гагарін, обер-прокурор Синоду Олександр Козловський та Григорій Теплов.
За пропозицією комісії, Колегія економії була знову заснована в 1763, президентом призначений князь Борис Куракін, віце-президентом Матвій Дмитрович Мамонов.
Колегії в 1764 надана лічильна експедиція, що раніше складалася при комісії, заснованій Катериною II в 1762 для вироблення монастирських штатів. При відновленні Колегії для управління церковними майнами та збору податей було призначено спочатку 60 осіб скарбників. Зважаючи на те, що «постановлені скарбники багато в чому за своєю посадою не встигали» і тому «багато селян з віддалених місць приходили прямо до Колегії з проханнями про задоволення їх землею і про захист від образ і утисків», утворено було в 1767 особливу присутність з двох членів, на яку, окрім справ таких чолобитників, покладено й справи слідчі про «казначейські несправності».
У 1770 число скарбників збільшено до 93, і засновані чотири економічні правління в Ярославлі, Казані, Вологді та Єльці. Правлінням доручалося розподіляти та збирати всі окладні та неокладні доходи із селянських земель духовного відомства, влаштовувати запаси хліба на випадок неврожаїв, наглядати за селянами та розбирати між ними суперечки.
У цьому виді Колегія проіснувала до 1786, коли завідування церковними майнами, що відійшли до скарбниці, надійшло до відомства казенних палат. У мінливих долях Колегії економії проявилися коливання уряду щодо секуляризації церковних майн. Архів Колегії передано до Московського архіву Міністерства юстиції.